# Tanya Roberts
Victoria Leigh Blum (n. 15 octombrie 1949, New York City, New York, SUA – d. 4 ianuarie 2021, Los Angeles, California, SUA), cunoscută profesional sub numele de Tanya Roberts, a fost o actriță, model și producătoare americană. Este cunoscută mai ales pentru rolul Juliei Rogers din ultimul sezon al serialului de televiziune din anii '70, Charlie's Angels, Stacey Sutton în filmul lui James Bond, A View to a Kill, și ca Midge Pinciotti în 81 de episoade din serialul That '70s Show din 1998 până în 2004.